# Педаний Диоскурид
Педа́ний Диоскури́д (на гръцки: Πεδανιός Διοσκουρίδης; на латински: Pedanios Dioscurides) e древногръцки лекар от 1 век, който служи като военен лекар при императорите Клавдий и Нерон. Той е най-прочутият фармаколог на древността.

## Биография
Роден е през 40 година в Аназарба в Древна Киликия, Мала Азия. Учи в Тарс – най-важния център за ботанически и фармацевтични изследвания в Римската империя, и пътува много.
Като практик пише, вследствие на аутопсии и ползване на по-стара литература, на гръцки език своето главно произведение Perí hýlēs iatrikḗs (гръцки: Περὶ ὕλης ἰατρικῆς, латински: De materia medica, „За лечителните средства“) в 5 книги. Второто му произведение е с името Perí haplṓn pharmákōn (гръцки: Περὶ ἁπλῶν φαρμάκων, латински: Simplicia, „За простите лечителни средства“).
На него е наречено растението Dioscoreaceae.
Умира през 90 година на 50-годишна възраст.

## Текст
- Pedanii Dioscuridis Anazarbei De materia medica, ed. Max Wellmann, 3 Bde, Berlin 1906/14 (ND 1958)
- Alain Touwaide: Pedanios Dioskurides. In: Der Neue Pauly (DNP). Band 9, Metzler, Stuttgart 2000, ISBN 3-476-01479-7, Sp. 462 – 465.
- Max Wellmann: Die Pflanzennamen des Dioskurides. In: Hermes. Band 33, Nummer 3, 1898, S. 360 – 422, JSTOR:4472649.